# Patrik Ernfors
Patrik Ernfors (* 1964) ist ein schwedischer Neurowissenschaftler. Er ist Spezialist für molekulare Neurobiologie und Hochschullehrer am Karolinska-Institutet.

## Karriere
Nach einem 8-monatigen Curriculum am Midwest Photosynthesis Research Center der University of Michigan in Ann Arbor studierte Patrik Ernfors ab 1987 am Karolinska-Institute Biochemie und Biophysik. Er promovierte dort 1991 zum Doktor der Medizin, 1997 wurde er dort Leiter der Abteilung für Molekulare Neurobiologie, 2000 Professor für Gewebebiologie. Im Jahr 2012 sprach ihm die Königlich-Schwedische Akademie der Wissenschaften die Torsten Söderbergs Akademieprofessur zu für „seine wichtigen Beiträge zum Verständnis, wie das periphere mit dem zentralen Nervensystem kommuniziert und wie Nervenbahnen, die Sinneseindrücke wie Schmerz und Berührung vermitteln, gebildet werden und wie der Informationsfluss in diesen Bahnen reguliert wird.“ Die Söderberg-Professur ist mit einem fünfjährigen Forschungsstipendium in Höhe von insgesamt 10 Mio. SEK verbunden.
Heute leitet Ernfors eine Forschungsgruppe zur Untersuchung von Stammzellen und neurotrophen [Nervenzellen ernährende] Faktoren im Nervensystem. Ein zentrales Thema ist der chronische Schmerz, von Interesse sind die verschiedenen Zelltypen, die an der Schmerzübertragung beteiligt sind, und die molekularen Mechanismen, die zu Übererregbarkeit und anhaltenden Schmerzen beitragen.

## Auszeichnungen
- 2000: Göran Gustafsson Prize für Medizin
- 2000: Fernströms Prize in Medicine[5]
- 2012: Aufnahme in die Königlich-Schwedische Akademie der Wissenschaften
- 2015: Aufnahme ins Nobelpreiskomitees des Karolinska Institutet, seit 2019 dessen Vorsitzender

## Publikationen (Auswahl)
- mit Jussi Kupari Molecular taxonomy of nociceptors and pruriceptors in Publish Ahead of Print(suppl 2) (2023) DOI:10.1097/j.pain.0000000000002831
- mit Dongoh Kwak: Glioblastoma cytotoxicity conferred through dual disruption of endolysosomal homeostasis by Vacquinol-1 in Neuro-Oncology Advances 3(1) (2021) DOI:10.1093/noajnl/vdab152
- mit Jussi Kupari Pricking into Autonomic Reflex Pathways by Electrical Acupuncture in Neuron 108(3):395-397 (2020) DOI:10.1016/j.neuron.2020.09.026
- mit Igor Adameyko Nerves Do It Again: Donation of Mesenchymal Cells for Tissue Regeneration in Cell Stem Cell 24(2):195-197 (2019) DOI:10.1016/j.stem.2019.01.006
- mit Edward Emery Dorsal Root Ganglion Neuron Types and Their Functional Specialization In book: The Oxford Handbook of the Neurobiology of Pain (pp.128-155) (2018) DOI:10.1093/oxfordhb/9780190860509.013.4